# Ixotrichoderma
Ixotrichoderma – struktura skórki u grzybów w której strzępki w zewnętrznej lub środkowej warstwie są zżelowane. Podczas wilgotnej pogody strzępki te pęcznieją, powodując śluzowatość i tłusty wygląd owocników, podczas suchej wysychają, nadając zewnętrznej ich warstwie połysk. Ixotrichoderma występuje np. u wilgotnic (Hygrocybe), wodnich (Hygrphorus), mleczajów (Lactarius), Trichoderma. Występowanie ixotrichodermy i jej budowa ma znaczenie przy oznaczaniu niektórych gatunków grzybów.
Nazwa pochodzi od greckich słów ixos = jemioła (która ma śluzowate owoce), trichos = strzępki, włosy i derma = skóra, naskórek.